# Alfons Bohumil Šťastný
Alfons Bohumil Šťastný, křtěný Bohumil Václav (30. července 1866 Praha – 24. března 1922, Praha-Vršovice) byl český spisovatel a překladatel, autor skautských příběhů a pravděpodobný autor detektivních příběhu s Léonem Cliftonem, které jsou také připisovány Jaroslavu Puldovi.

## Život
Narodil se v Praze na Starém Městě v rodině řezníka Karla Šťastného. V roce 1900 se oženil s Josefou Knotkovou. Původním povoláním byl učitel, ale kvůli chorobě se musel učitelství vzdát a věnoval se literatuře pro mládež.
Národní knihovna uvádí na 380 dobrodružných knih od A. B. Šťastného, označuje ho za pravděpodobného autora cliftonek, avšak totéž tvrdí i o Jaroslavu Puldovi, kterému cliftonky ve svém fondu připisuje. Na stranu Šťastného se přiklání portál detektivní literatury. Ústav pro českou literaturu Akademie věd České republiky cliftonky digitalizuje a zveřejňuje, avšak otázku autorství neřeší. Každopádně se jedná o zajímavý fenomén české literatury, i když se knihy tváří jako překlady z angličtiny.
Byl pohřben na Olšanských hřbitovech.

## Díla podepsaná jménem A. B. Šťastný
- Alpský lovec
- Americká královna stád
- Australský poustevník
- Bětuščin Pozorek
- Bezhlavý rytíř
- Bílá paní sicilská
- Bílý duch
- Blaničtí rytíři
- Bloudící pochodeň
- Bobrař ve dvou osobách
- Boje mezi indiány a bělochy
- Burský hrdina
- Cesta nad Austrálií
- Čarodějník a víla
- Černí otroci v Zanzibaru
- Dcera zálesákova
- Doly v pustině
- Hloupý Honza králem
- Hrad pod mořem
- Vychovatelka, dívčí román

### Dostupné online
- ŠŤASTNÝ, Alfons Bohumil. Veselý život trpaslíků. [Praha]: E. Šolc, 1916. Dostupné online.
- ŠŤASTNÝ, Alfons Bohumil. Z říše trpaslíků. Praha: Šolc a Šimáček, 1921. Dostupné online.

## Překlady
- Maria Rodziewiczówna: Zápas o život v Sibiři (1900)
- Richard Savage: Z říše bílého cara (1901)